# Bykowice
Bykowice (niem. Beigwitz)– wieś w Polsce położona w województwie opolskim, w powiecie nyskim, w gminie Pakosławice.

## Nazwa
W księdze łacińskiej Liber fundationis episcopatus Vratislaviensis (pol. Księga uposażeń biskupstwa wrocławskiego) spisanej za czasów biskupa Henryka z Wierzbna w latach 1295–1305 miejscowość wymieniona jest w zlatynizowanej formie Bichowitz w szeregu wsi lokowanych na prawie polskim iure polonico.
Na terenie miejscowości znajduje się przystanek kolejowy Myśliczyn z jednym peronem jednokrawędziowym. Przystanek został zbudowany w czynie społecznym w 1975 r. Nazwa przystanku powstała z połączenia słów „myśl” i „czyn” (ponieważ myślą przewodnią jego powstania był czyn).